# Bronisław Malinowski
Bronisław Kasper Malinowski, poljski antropolog, * 7. april 1884, † 16. maj 1942.